# サタデーイベントアワー
『サタデーイベントアワー』は、1980年10月から1988年9月までフジテレビが土曜昼の時間帯に編成していた単発特別番組枠である（関東ローカル、途中中断期間あり）。

## 概要
それまで日曜13時台に編成されていた『サンデーイベントアワー』が土曜に移動する形でスタートした枠で、放送内容の大半は『火曜ワイドスペシャル』の再放送となっていた。また、プロ野球中継を始めとするスポーツ中継も行っていた。
1982年4月からは『北の国から』の再放送のために一旦中断していたが、それから半年後に再開。その後は、『火曜ワイド』はもとより『月曜ドラマランド』などの再放送も行っていた。なお、この期間中の1983年4月からは、日曜13時台にも『サンデーイベントアワー』が再開され、週末の13時台に2本の単発特別番組枠が編成されることとなった。
この枠の終了後、フジテレビの13時台ではしばらくバラエティ番組が放送され続けた。

## 編成時間
いずれも日本標準時。

### 第1期
- 土曜 12:30 - 14:00 （1980年10月 - 1981年3月）
- 土曜 12:00 - 13:25[要検証 – ノート]（1981年4月 - 1982年3月）

### 第2期
- 土曜 13:00 - 14:25 （1982年10月 - 1988年3月）
- 土曜 13:00 - 14:20 （1988年4月 - 1988年9月）

## 放送番組・放送作品一覧

### 『火曜ワイドスペシャル』の番組
- ものまね王座決定戦
- THE MANZAI
- スターどっきり㊙報告
- 発表!日本ものまね大賞
- オールスター紅白水泳大会、オールスター寒中水泳大会
- オールスター紅白大運動会
- タケちゃんの思わず笑ってしまいました
- プロ野球珍プレー・好プレー大賞
- ほか

### スポーツ中継
- プロ野球中継
- アメリカ大リーグ実況中継
  - ロイヤルズ×フィリーズ - 1980年10月18日放送。ワールドシリーズ第1戦。
  - フィリーズ×ロイヤルズ - 1980年10月25日放送。ワールドシリーズ第6戦。
- 全日本女子プロレス中継
- ニューヨークシティマラソン
- 日本ダービー50回フェスティバル
- ほか

### 『月曜ドラマランド』の作品
- ぐうたらママ
- あんみつ姫
- のんき君
- ビートたけしのこにくらじいさん
- みゆき
- 前略ミルクハウス
- ほか

### その他
- FNS番組対抗!なるほど!ザ・春秋の祭典スペシャル
- 新春かくし芸大会 - 1985年から1987年までの第1部（1月1日放送分）を再放送。第2部（1月2日放送分）は『土曜スペシャル』で放送。
- 続々サラリーマン出世太閤記 - 1981年1月24日放送。モノクロであるため、画面右下部に「白黒」のテロップを添えて放送された。
- ほか